# Línea 507 (Bahía Blanca)
La Línea 507 es una línea de colectivo de Bahía Blanca, es operado por la empresa Rastreador Fournier S.A..

## Recorrido
- Troncal: Sale desde Pirovano y San José; por esta hasta Gregorio de Laferrere, Pilcaniyén, Martín Malharro, Pilcaniyén, Colectora Autovía Juan Pablo II, Avda. Juan Manuel de Rosas, Autovía Juan Pablo II, 14 de Julio, Ramírez Urtasun, Matheu, Miguel Victorica, Rosales, Pirovano, Punta Alta, Avda. Pilmaiquén, Parera, Cambaceres, Bermúdez, Scalabrini Ortiz, Parera, Rufino Rojas, Remedios de Escalada, Caseros, XX de Setiembre, Liniers, Corrientes, Belgrano, San Martín, Zelarrayán hasta Caronti.

Regresa desde Zelarrayán y Caronti; por esta hasta Estomba, Chiclana, General Paz, Dorrego, Brandsen, Darwin, Avda. Parchappe, Pellegrini, Newton, Agustín de Arrieta, Rivadavia, Washington, Rufino Rojas, Parera, Scalabrini Ortiz, Bermúdez, Cambaceres, Parera, Avda. Pilmaiquén, Punta Alta, Pirovano, Rosales, Miguel Victorica, Matheu, Ramírez Urtasun, 14 de Julio, Autovía Juan Pablo II, Avda. Juan Manuel de Rosas, Colectora Autovía Juan Pablo II, Pilcaniyén, Martín Malharro, Pilcaniyén, Gregorio de Laferrere, San José hasta Pirovano.
- Directo: Sale desde Pirovano y San José; por esta hasta Gregorio de Laferrere, Pilcaniyén, Martín Malharro, Pilcaniyén, Colectora Autovía Juan Pablo II, Avda. Juan Manuel de Rosas, Autovía Juan Pablo II, 14 de Julio, Avda. Fortaleza Protectora Argentina, Avda. Pringles, Brandsen, Corrientes, Belgrano, San Martín, Zelarrayán, Perú hasta Estomba.

Regresa desde Parú y Estomba; por esta hasta Chiclana, General Paz, Dorrego, Brandsen, Darwin, Corrientes, Avda. Pringles, Avda. Fortaleza Protectora Argentina, 14 de Julio, Autovía Juan Pablo II, Avda. Juan Manuel de Rosas, Colectora Autovía Juan Pablo II, Pilcaniyén, Martín Malharro, Pilcaniyén, Gregorio de Laferrere, San José hasta Pirovano.
- Prolongación en horario escolar: Sale desde San José y Pirovano; por esta hasta Ruta 252, Ingresando a Base Aeronaval Comandante Espora, Villa Espora, Escuela Nª68, regresando por Ruta 252, Pirovano hasta San José.